# Museu Internacional de la Gaita
El Museu Internacional de la gaita (Ast: Muséu Internacional de la Gaita) està situat dins del Museu del Poble d'Astúries a la ciutat espanyola de Gijón, Principat d'Astúries.
El museu va ser inaugurat l'any 1965, en aquest any es va situar en l'Antic Institut Jovellanos, anys més tard, el 1975 es trasllada a la seva actual ubicació, la casa dels González Vega, dins del Poble d'Astúries.
Des del principi la gestió correspon a la Fundació Municipal de Cultura de l'Ajuntament de Gijón qui ostenta la seva titularitat.

## L'exposició
L'exposició permanent el museu comprèn una mostra de gaites procedents de tots els llocs que utilitzen o han utilitzat aquest instrument. Es poden veure gaites d'Àfrica, Europa, Galícia, Aragó, Mallorca, Trás-os-Montes i Astúries.
El museu se centra sobretot en la gaita asturiana, així podem veure una sala dedicada exclusivament a aquest instrument. En aquesta sala se'ns explica la història i la seva rellevància dins de l'estructura social asturiana tradicional. Com a complement d'aquesta sala podem veure diferents tipus de gaites asturianes, amb peces des del segle xix.
Finalment el museu ens mostra una sèrie d'instruments asturians.